# Światowa Rada Kościołów
Światowa Rada Kościołów (ang. World Council of Churches) – ekumeniczna organizacja chrześcijańska, założona w 1948 w Amsterdamie. Siedzibą organizacji jest Genewa. Warunkiem przystąpienia Kościołów do rady jest podzielanie wiary w dogmat chrystologiczny oraz trynitarny: Ojca, Syna i Ducha Świętego.

## Historia
Pierwsza sesja została oficjalnie zapoczątkowana nabożeństwem ekumenicznym, sprawowanym 22 sierpnia 1948 r. w Nieuwe Kerk w Amsterdamie. Uczestniczyło w niej 351 delegatów, reprezentujących 147 wspólnot kościelnych, głównie protestanckich i mniejszych starożytnych Kościołów wschodnich z 44 krajów. Była też niewielka delegacja prawosławnych z Konstantynopola i Grecji. Delegatom towarzyszyły setki zmienników, akredytowanych obserwatorów, delegatów młodzieży oraz dziennikarze. W obradach nie uczestniczyły Patriarchat Rosyjski oraz Kościół katolicki.
Od 1946 r. umysłowe, teologiczne wsparcie działalności Światowej Rady Kościołów (ŚRK), zapewniał Bossejski Instytut Ekumeniczny, powołany z inicjatywy jej pierwszego sekretarza Willema Visser ’t Hoofta. Np. w 1954 r. grupa 25 teologów Instytutu opracowała główny temat obrad Ewanstońskiego Zgromadzenia Ogólnego ŚRK.
Rada włączyła się w działalność Globalnego Forum Chrześcijańskiego.

## Struktury
Obecnie siedziba organizacji mieści się w Genewie. Na czele rady stoi Komitet Naczelny, wybierany co 7 lat. W sierpniu 2009 na kolejnego sekretarza generalnego został wybrany pastor luterański dr Olav Fykse Tveit z Kościoła Norwegii. Wcześniej funkcję tę pełnili m.in. Konrad Raiser (1993–2003) i Samuel Kobia (2003–2010).

## Kościoły członkowskie
Światowa Rada Kościołów zrzesza 354 (sierpień 2006) różne Kościoły chrześcijańskie (z ponad 110 krajów, ponad 500 mln wiernych) z różnych tradycji:
- protestanckiej (obecnie ponad 90%),
- prawosławnej (mimo poparcia większości autokefalii dla ruchu ekumenicznego, niektóre z nich go negują[9]),
- anglikańskiej,
- starokatolickiej,
- przedchalcedońskiej.

Polskie Kościoły wchodzące w skład Rady:
- Polski Autokefaliczny Kościół Prawosławny,
- Kościół Ewangelicko-Augsburski w RP,
- Kościół Starokatolicki Mariawitów w RP,
- Kościół Polskokatolicki w RP.

Kościół rzymskokatolicki nie jest członkiem ŚRK, ale współpracuje z Radą, wysyłając obserwatorów na wszystkie większe konferencje, jak również na spotkania Komitetu Centralnego i Zebrania plenarne Grup roboczych. Podczas spotkania ŚRK w 2006 roku było obecnych 19 przedstawicieli (obserwatorów) z Kościoła rzymskokatolickiego, przesłanie Benedykta XVI odczytał wówczas przewodniczący Rady ds. Jedności Chrześcijan kard. Walter Kasper. Papieska Rada do spraw Popierania Jedności Chrześcijan mianuje 12 osób w charakterze pełnoprawnych członków do komisji Wiara i Porządek (Faith and Order).

## Zgromadzenia ogólne
Przedstawiciele wszystkich kościołów członkowskich spotykają się co siedem lat podczas Zgromadzeń ogólnych, gdzie wybierają członków Komitetu Naczelnego, zarządzającego Radą. Zgromadzenie zaplanowane na rok 2020 zostało przeniesione na jesień 2022 ze względu na pandemię COVID-19.
Do 2020 roku odbyło się dziesięć Zgromadzeń Ogólnych:
1. 1948 – Amsterdam (Holandia) pod hasłem „Nieład ludzi a plan Boży”[10]
2. 1954 – Evanston (Stany Zjednoczone) pod hasłem „Chrystus – jedyna nadzieja świata”[10]
3. 1961 – Nowe Delhi (Indie) pod hasłem „Jezus Chrystus – Światłością świata”[10]
4. 1969 – Uppsala (Szwecja) pod hasłem „Oto czynię wszystko nowe”[10]
5. 1975 – Nairobi (Kenia) pod hasłem „Jezus Chrystus wyzwala i jednoczy”[10]
6. 1983 – Vancouver (Kanada) pod hasłem „Jezus Chrystus – Życiem świata”[10]
7. 1991 – Canberra (Australia) pod hasłem „Przyjdź Duchu Święty – odnów całe stworzenie”[10]
8. 1998 – Harare (Zimbabwe) pod hasłem „Nawróćcie się do Boga – bądźcie radośni w nadziei”[10]
9. 2006 – Porto Alegre (Brazylia) pod hasłem „Powołani, aby być jednym Kościołem”[10]
10. 2013 – Pusan (Korea Południowa)
11. 2022 – Karlsruhe (Niemcy)

## Stanowiska
W lipcu 2014 Komitet ds. finansów Światowej Rady Kościołów wskazując na etyczne kryteria inwestycyjne uznał, że lista sektorów, w których WCC nie inwestuje, powinna zostać rozszerzona na inwestycje w paliwa kopalne.